# جاد الله جبارة
مخرج سينمائي سوداني طاف عدة بلدان حتى يتعلم السينما حيث بدأ بقبرص، ثم ذهب إلى القاهرة وبعدها إلى الولايات المتحدة حيث درس الإخراج السينمائي في جامعة جنوب كاليفورنيا، وحينما عاد إلى بلاده السودان أسهم في تأسيس أول وحدة للإنتاج السينمائي مطالع الأربعينات.

## النشأة والميلاد
ولد جاد الله جبارة في العام 1920، ومات في أغسطس 2008 عن عمر يناهز (88) عاماً، وقد تابع مشروعه التوثيقي ليصل به إلى نحو (31) فيلماً وفي العام 1980 اتجه للأفلام الروائية الطويلة وبدأها بفيلم «تاجوج» و«بركة الشيخ» و«البؤساء» الذي أكملته ابنته سارة جاد الله التي اصيبت بشلل دائم في قدمها اليسرى عند طفولتها واهتم جبارة في علاجها حتى انه احضر لها «حوض السباحة» عندما نصحه احدهم بذلك، وبالرغم من أن حوض السباحة لم يشف قدمها إلا انه جعل منها بطلة قومية في السباحة والملفت أنها حققت المركز الثاني بالرغم من إعاقتها في سباق «كابري نابلي» بايطاليا ومسافته 63 كيلو متراً.

## محطات في حياته
- اشتغل مراسلاً لـ«بي بي سي» على أيام الاستعمار.
- عمل في وكالة «رويترز».
- شغل منصب المدير العام للإنتاج في اتحاد السينمائيين الأفارقة في واغادوغو، وكان مساهماً فاعلاً في تأسيس وحدة الإنتاج السينمائي والتي حلت محل وحدة أفلام السودان التي كانت تتبع للسلطات الاستعمارية، كما ساهم في تأسيس مؤسسة الدولة للسينما عام 1970.[1]

## أبرز أعماله
1- تاجوج: فيلم يتناول حكاية حب عذري تشبه قصة «قيس وليلى» في التراث العربي، فكانت تاجوج هي حسناء في منطقة شرق السودان فتن بها شبان القبيلة لكن هواها عصف أكثر بـ«المحلق» وقد حاز هذا العمل الرومانسي على عدة جوائز.
2- بركة الشيخ: فرغ منه في 2001 وهو فيلم يتناول مسألة استغلال الدين في أغراض دنيوية إذ يخدع احدهم أهل القرية زاعماً امتلاكه قدرات سحرية تحقق كل أمنياتهم لكن أمره ينكشف في النهاية ويفضح.
3- البؤساء: هي رائعة فيكتور هوغو ولقد رحل جاد الله جبارة قبل أن ينتهي منه لكن ابنته سارة أكملته، مثلما تابعت كتاب سيرته الذاتية «حياتي والسينما» والذي خطه بيده بمعاونة بعض الصحافيين لكنه رحل قبل صدوره.
انتج جاد الله خلال أكثر من 5 عقود مايفوق الـ100 فيلم وثائقي و4 أفلام روائية، ويعتبر رائد السينما الأول في السودان.

## فقدان البصر
تعلق جاد الله جبارة بالتصوير منذ نعومة أظافره، حيث صور بكاميرته مشاهد رفع علم استقلال السودان عام 1956م وكان شغوفاً بالأماكن إلى درجة أن يومياته عن الخرطوم في ستينات وسبعينات القرن المنصرم تحولت إلى فيلم نادر جداً، رصد فيه الوجوه والمناظر للعاصمة الخرطوم بمدنها الثلاثة، كما أنه وهب كل عمره للفن السابع، إلى أن فقد بصره أثناء تصوير وسودنة فيلم «البؤساء» عن رواية فيكتور هوجو.

## وصلات خارجية
- جاد الله جبارة على موقع IMDb (الإنجليزية)
- جاد الله جبارة على موقع قاعدة بيانات الأفلام العربية
- جاد الله جبارة على موقع قاعدة بيانات الفيلم (الإنجليزية)